# Commonwealth Games 2022/Boxen
Bei den Commonwealth Games 2022 in Birmingham, England, wurden vom 29. Juli bis 7. August 2022 im Boxen 16 Wettbewerbe ausgetragen, davon zehn für Männer und sechs für Frauen. Austragungsort war das National Exhibition Centre. Die beiden Verlierer der Halbfinale erhielten automatisch Bronze. Die erfolgreichste Nation war Nordirland, deren Sportler fünf Goldmedaillen gewinnen konnten.

## Ergebnisse

### Männer

#### Fliegengewicht (bis 51 kg)
| Platz | Land | Sportler          |
| ----- | ---- | ----------------- |
| 1     | IND  | Amit Panghal      |
| 2     | ENG  | Kiaran Macdonald  |
| 3     | ZAM  | Patrick Chinyemba |
| 3     | WAL  | Jake Dodd         |

#### Bantamgewicht (bis 54 kg)
| Platz | Land | Sportler           |
| ----- | ---- | ------------------ |
| 1     | NIR  | Dylan Eagleson     |
| 2     | GHA  | Abraham Mensah     |
| 3     | SCO  | Matthew McHale     |
| 3     | WAL  | Owain Harris-Allan |

#### Federgewicht (bis 57 kg)
| Platz | Land | Sportler              |
| ----- | ---- | --------------------- |
| 1     | NIR  | Jude Gallagher        |
| 2     | GHA  | Joseph Commey         |
| 3     | IND  | Hussam Uddin Mohammed |
| 3     | CAN  | Keoma-Ali Al-Ahmadieh |

#### Halbweltergewicht (bis 63,5 kg)
| Platz | Land | Sportler         |
| ----- | ---- | ---------------- |
| 1     | SCO  | Reese Lynch      |
| 2     | MRI  | Richarno Colin   |
| 3     | CAN  | Wyatt Sanford    |
| 3     | GHA  | Abdul Wahib Omar |

#### Weltergewicht (bis 67 kg)
| Platz | Land | Sportler      |
| ----- | ---- | ------------- |
| 1     | WAL  | Ioan Croft    |
| 2     | ZAM  | Stephen Zimba |
| 3     | SCO  | Tyler Jolly   |
| 3     | IND  | Rohit Tokas   |

#### Halbmittelgewicht (bis 71 kg)
| Platz | Land | Sportler         |
| ----- | ---- | ---------------- |
| 1     | NIR  | Aidan Walsh      |
| 2     | MOZ  | Tiago Muxanga    |
| 3     | WAL  | Garan Croft      |
| 3     | TAN  | Kassim Mbundwike |

#### Mittelgewicht (bis 75 kg)
| Platz | Land | Sportler         |
| ----- | ---- | ---------------- |
| 1     | SCO  | Sam Hickey       |
| 2     | AUS  | Callum Peters    |
| 3     | ENG  | Lewis Richardson |
| 3     | RSA  | Simnikiwe Bongco |

#### Halbschwergewicht (bis 80 kg)
| Platz | Land | Sportler                |
| ----- | ---- | ----------------------- |
| 1     | SCO  | Sean Lazzerini          |
| 2     | WAL  | Taylor Bevan            |
| 3     | TAN  | Yusuf Lucasi Changalawe |
| 3     | ENG  | Aaron Bowen             |

#### Schwergewicht (bis 92 kg)
| Platz | Land | Sportler                      |
| ----- | ---- | ----------------------------- |
| 1     | ENG  | Lewis Williams                |
| 2     | SAM  | Ato Leau Plodzicki-Faoagali   |
| 3     | AUS  | Edgardo Coumi                 |
| 3     | NIU  | Duken Holo Tutakitoa-Williams |

#### Superschwergewicht (über 92 kg)
| Platz | Land | Sportler          |
| ----- | ---- | ----------------- |
| 1     | ENG  | Delicious Orie    |
| 2     | IND  | Sagar Sagar       |
| 3     | NGA  | Ifeanyi Onyekwere |
| 3     | NZL  | Leuila Mau’u      |

### Frauen

#### Minimumgewicht (bis 48 kg)
| Platz | Land | Sportlerin                  |
| ----- | ---- | --------------------------- |
| 1     | IND  | Nitu Nitu                   |
| 2     | ENG  | Demie-Jade Resztan          |
| 3     | CAN  | Priyanka Dhillon            |
| 3     | BOT  | Lethabo Bokamoso Modukanele |

#### Halbfliegengewicht (bis 50 kg)
| Platz | Land | Sportlerin              |
| ----- | ---- | ----------------------- |
| 1     | IND  | Nikhat Zareen           |
| 2     | NIR  | Carly Mc Naul           |
| 3     | UGA  | Teddy Nakimuli          |
| 3     | ENG  | Savannah Alifia Stugley |

#### Fliegengewicht (bis 57 kg)
| Platz | Land | Sportlerin                  |
| ----- | ---- | --------------------------- |
| 1     | NIR  | Michaela Walsh              |
| 2     | NGR  | Elizabeth Oshoba            |
| 3     | RSA  | Phiwokuhle Sbusisiwe Mnguni |
| 3     | AUS  | Tina Rahimi                 |

#### Leichtgewicht (bis 60 kg)
| Platz | Land | Sportlerin           |
| ----- | ---- | -------------------- |
| 1     | NIR  | Amy Broadhurst       |
| 2     | ENG  | Gemma Richardson     |
| 3     | IND  | Jaismine Jaismine    |
| 3     | NGR  | Cynthia Ogunsemilore |

#### Halbmittelgewicht (bis 70 kg)
| Platz | Land | Sportlerin              |
| ----- | ---- | ----------------------- |
| 1     | WAL  | Rosie Eccles            |
| 2     | AUS  | Kaye Frances Scott      |
| 3     | MOZ  | Alcinda Helena Panguane |
| 3     | NIR  | Eireann Cathlin Nugent  |

#### Mittelgewicht (bis 75 kg)
| Platz | Land | Sportlerin            |
| ----- | ---- | --------------------- |
| 1     | CAN  | Tammara Thibeault     |
| 2     | MOZ  | Rady Adosinda Gramane |
| 3     | NGR  | Jacinta Umunnakwe     |
| 3     | AUS  | Caitlin Parker        |

## Medaillenspiegel
| Platz  | Land       | Gold | Silber | Bronze | Gesamt |
| ------ | ---------- | ---- | ------ | ------ | ------ |
| 1      | Nordirland | 5    | 1      | 1      | 7      |
| 2      | Indien     | 3    | 1      | 3      | 7      |
| 3      | Schottland | 3    | –      | 2      | 5      |
| 4      | England    | 2    | 3      | 3      | 8      |
| 5      | Wales      | 2    | 1      | 3      | 6      |
| 6      | Kanada     | 1    | –      | 3      | 4      |
| 7      | Australien | –    | 2      | 3      | 5      |
| 8      | Ghana      | –    | 2      | 1      | 3      |
| 8      | Mosambik   | –    | 2      | 1      | 3      |
| 10     | Nigeria    | –    | 1      | 3      | 4      |
| 11     | Mauritius  | –    | 1      | –      | 1      |
| 11     | Samoa      | –    | 1      | –      | 1      |
| 13     | Sambia     | –    | 1      | 1      | 2      |
| 14     | Südafrika  | –    | –      | 2      | 2      |
| 14     | Tansania   | –    | –      | 2      | 2      |
| 16     | Botswana   | –    | –      | 1      | 1      |
| 16     | Neuseeland | –    | –      | 1      | 1      |
| 16     | Niue       | –    | –      | 1      | 1      |
| 16     | Uganda     | –    | –      | 1      | 1      |
| Gesamt | Gesamt     | 16   | 16     | 32     | 64     |